# アレクサンダー・コーワン

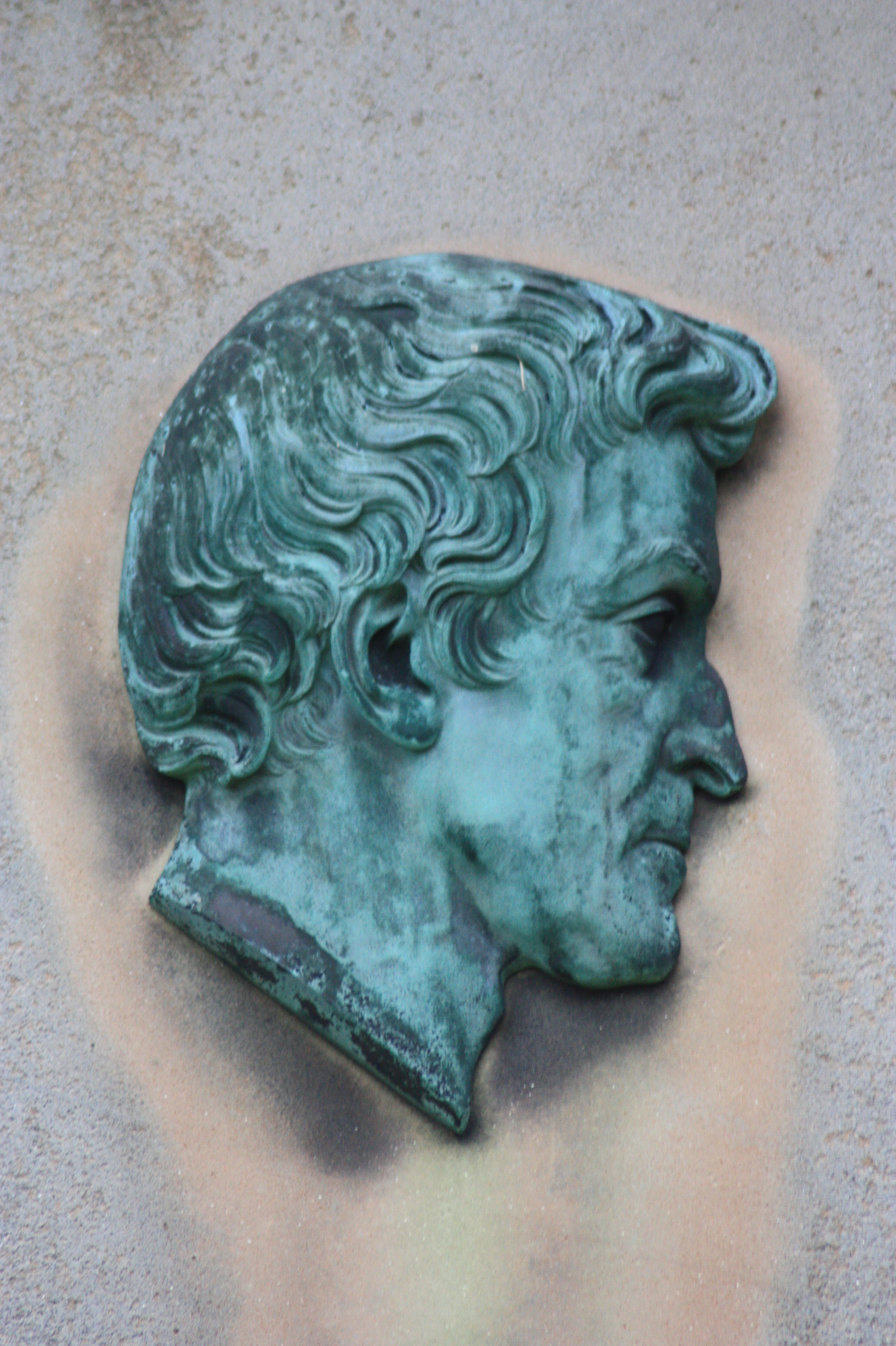
アレクサンダーコーワンの肖像画の頭

アレクサンダー・コーワン（英: Alexander Cowan、1775年6月17日– 1859年2月13日）は、スコットランドの製紙業者および慈善家。
スコットランドの著名な牧師であるトーマス・チャーマーズのいとこであり友人。
父であるアーチバルド・コーワンが始めた製紙工場を受け継ぎ、また父親の縁でウォルター・スコット卿とも親しかった。 
コーワン家は、ミッドロージアンのペニキュイック郊外のヴァレーフィールドに巨大な製紙工場を所有し、経営していた。

## 生涯
コーワンは、ペニキュック（Penicuik）の町の北エスク川近くのヴァレーフィールド（Valleyfield）で生まれた。彼はエジンバラで物理学と化学を学び製紙製造工程を改善し、19世紀初頭、世界最大の製紙工場の1つに成長させた。その後、子供たちに受け継がれ150年間操業した。
彼は1800年にファイフのクレイルの商人ジョージ・ホールの娘エリザベス・ホールと結婚した。夫婦の長男チャールズは、1801年に12シャーロット・ストリートの自宅で生まれ家業を継いだが、他の息子たちはスコットランドの政治経済界で活躍した。  
コーワンは1811年に家族とともにエジンバラに居を移した。これは妻のエリザベスの病気に関連していると言われる。  
1814年、息子のジョンが生まれたとき、彼らはキャノンゲートのすぐそばの家である5ジョンストリートに住んでいたが、いくつかの記録に記録されているようにオールドモーレイハウスの一部ではなかった。  
エリザベスは1829年3月21日に亡くなると、1830年に彼はヘレン・ブロディと結婚した。彼はエジンバラ市内中心部の17PrincesStreetに製紙店を開くと同時に、彼は短い距離を引っ越し、はるかに壮大な家であるキャノンゲートのモレイハウスに移動しました。  
彼はこの時期に植物学者ダニエル・エリスの友人であったことが知られている。  
コーワンは、アンドリュー・アッシャーの記念碑に近い元の西壁に対して、エジンバラのグランジ墓地に埋葬された。彼の墓には大きな記念碑があり、アッシャーの記念碑さえも小さく見える。彼は2番目の妻と一緒に埋葬された。彼の最初の妻はペニキュイックに埋葬された。
彼の家族は製紙業界で働き続けましたが、彼の主要な会社であるコーワン社は、19世紀後半にデヴィッド・チャルマース社に買収された。 

## 慈善活動

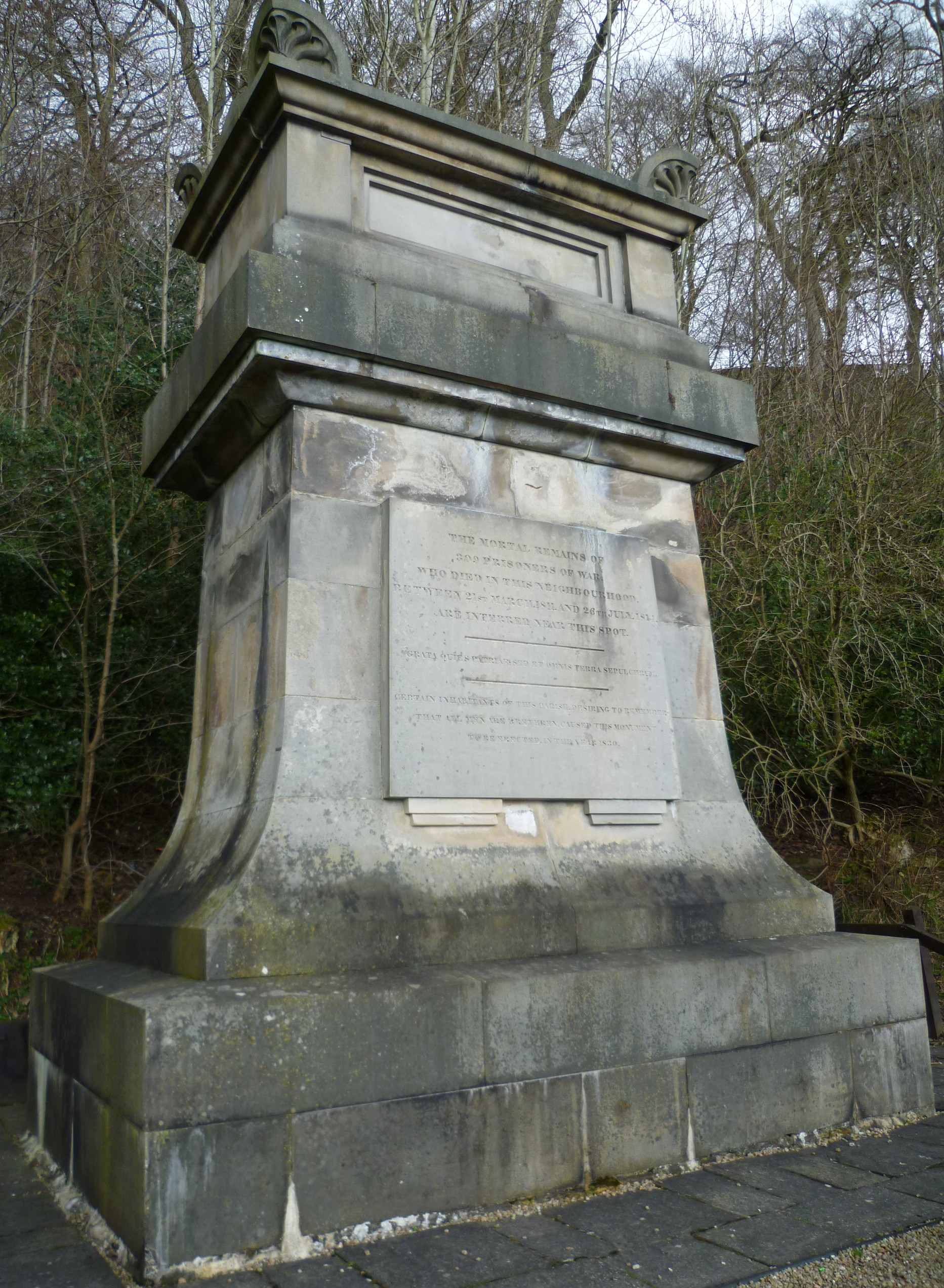
アレクサンダーコーワンによって建てられたバレーフィールド記念碑

コーワンの慈善活動の中には、エジンバラのロイヤルマイル沿いの全家屋にガラス窓を設置するために資金を提供したことがある。そこは貧困家庭の薄暗い家屋が並んでおり、彼は彼らの居住環境に心を痛めていた。
ナポレオン戦争中、ペニキュイックには1803年から1814年の間にフランス人捕虜のために3つの別々の収容所が開設された。その結果、1810年に政府は、捕らえられた船員と「誘拐された外国の民間人」のための刑務所として使用するために、バレーフィールドにあるコーワンの工場を利用した。コーワンの家は刑務所病院として使われた。この間、建物は建築家のロバート・リードによって拡張された。その間、コーワンはメルビルミルのエスク川で製紙を続けた。 
政府は製粉所を購入したが、戦後、製粉所としての運営に欠かせない給水権を保持し、再交渉することができた。製紙は1820年に再開された。 2つのロバート・リード設計の建物が拡張され、コーワンの大家族のために住宅用に改造された。 
バレーフィール・ドハウスと名付けられた。 
その後、1830年頃、コーワンはトーマス・ハミルトンに、バレーフィールド近くの塚に建てられた309人の囚人を追悼する記念碑の設計を依頼。記念碑には「すべての人は兄弟である」という碑文がある。  
エジンバラでのコレラが流行した1832年、コーワンは犠牲者を慰めるためにキャノンゲートで犠牲者と一緒に座ったと言われている。  
彼の代理店を通じて、村には1845年から1877年までガス灯 :14バレーフィールド製紙工場は、ガス供給を行った最初の大規模工場の1つ（1830年から）。 1809年、コーワンはペニキュイックの既存の給水を改善した。 その後、遺産によって、彼はさらに、1864年にSillerburnからの水で実施された新しい給水施設の設立を規定しました。  :12
1851年に工場団地内のペニキュイックに村の博物館を設立した。 1976年にReedPaper Groupに工場が買収されたときに、内容物は削除された。

## 家族
息子のチャールズ・コーワンとジェームズ・コーワンはエジンバラ市選出の国会議員になり、ジョン・コーワン卿は1894年に準男爵を創設した。
コーワンの息子のうち、チャールズ・コーワン（1801-1889）は1847年から1852年まで市選出の国会議員を勤め、アレクサンダー・コーワン（1804年から1831年）は早逝したが、「アレクサンダー・コーワンの遺跡」と題する詩集を残した 。 
ジェームズ・コーワン（1816-1896）は1872年から1874年までエジンバラの市長を、1874年から1882年まで市選出の国会議員を務めた。
娘のヘレン･ブロディはエジンバラ大学法学教授のアラン･メンジーと、ルシア･アンはエジンバラのカンスタブル出版社のトーマス･カンスタブルと、ジャネットは生物学者のロバート･ワトソンと結婚し、スコットランドの文芸界において重要な役割を果たした。
末娘のマリー・ウッドはコリン・アレクサンダー・マクヴェインと結婚し、1868年から76年まで日本に住んだ。
アレクサンダーの曾孫であり、名前の由来となったアレクサンダー・コーワンFRSE （1863-1943）は、ほとんどの子孫と同様に家業の製紙業者でしたが、高山植物とする有名なアマチュア植物学者でもあった。 
もう一人の曾孫であるロバート・クレイグ・コーワン（1865-1937）は、哲学学会のフェローだった。孫娘のヘレン・ブロディ・ワトソンは童話作家になり、「ちびくろサンボ」などの作品がある。
コーワン文芸館

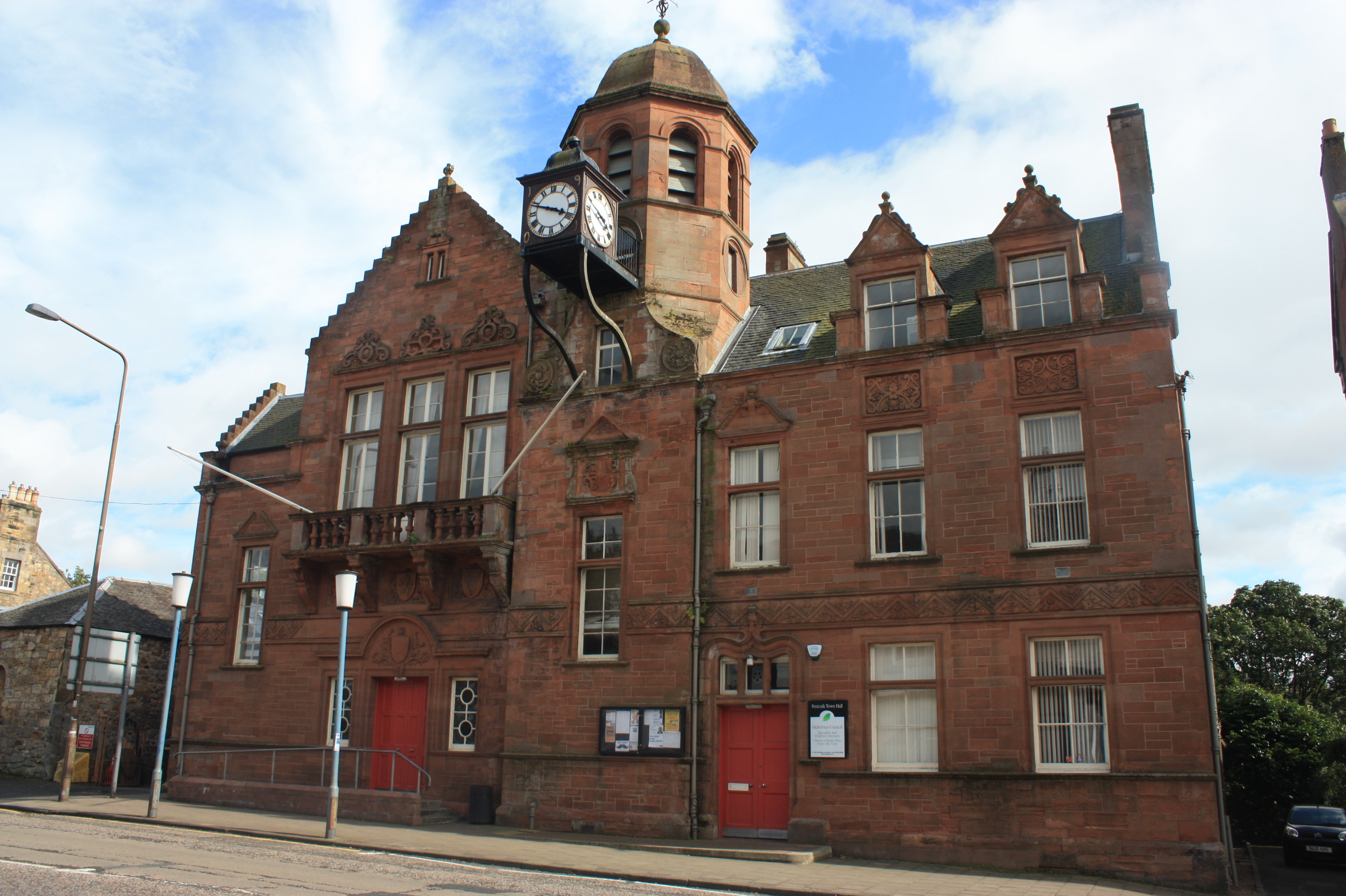
コーワン文芸館、ペニキュイック

彼は遺言の中でコーワン文芸館（後のペニキュイック市庁舎）を建設する資金を残し、1893年、コーワンの曾孫娘の夫である建築家キャンベル・ダグラスによって設計された。  
張り出した時計は、キャノゲート・トゥールブースの時計のスタイルをモデルにしている。 

## 公認
コルヴィン・スミスによる彼の肖像画は、スコットランド国立肖像画美術館のコレクションにある。 

## 注記
1. ↑   Remains of Alexander Cowan: Consisting of His Verses and Extracts From His Correspondence and Journals, Thomas Constable 1839